# Ислямбей (квартал в Еюпсултан)
„Ислямбей“ (на турски: İslambey) е квартал на Истанбул, разположен в градска околия Еюпсултан. Общата му площ е 0,54 км2. Според данни на Адресната система за регистриране на населението (ABPRS) към 2024 г. населението на „Ислямбей“ е 16 075 жители.